# GAC Aion LX
GAC Aion LX – elektryczny samochód osobowy typu SUV klasy średniej produkowany pod chińską marką GAC Aion w latach 2019–2022 oraz jako Aion LX Plus od 2022 roku.

## Historia i opis modelu

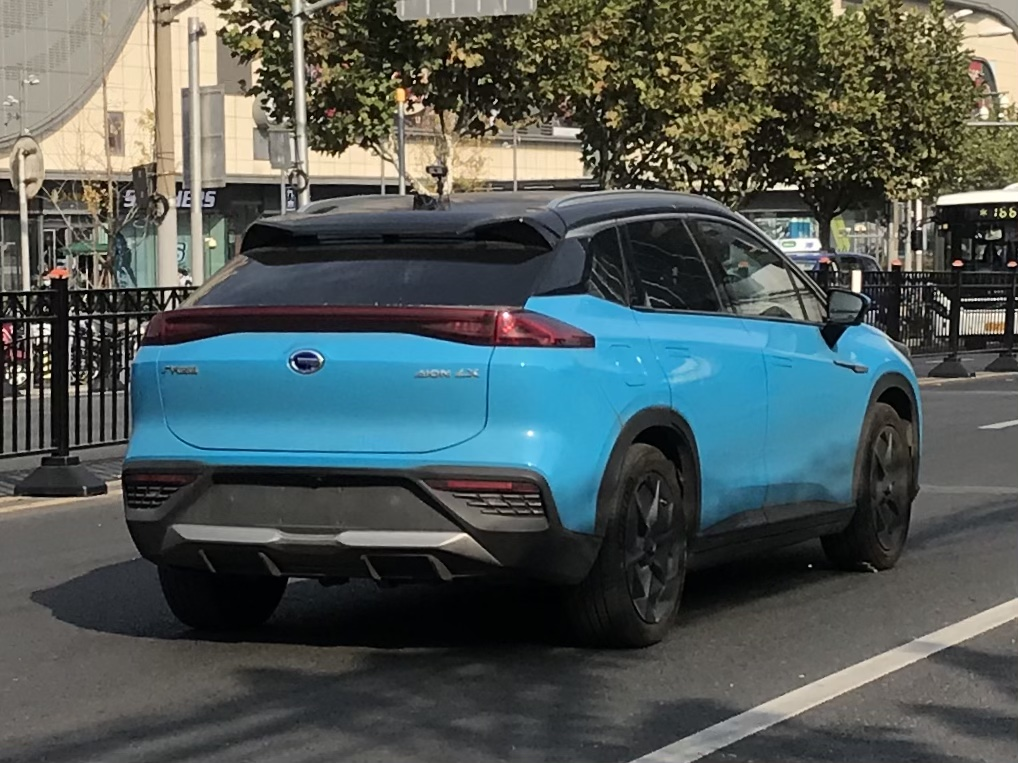
GAC Aion LX - tył

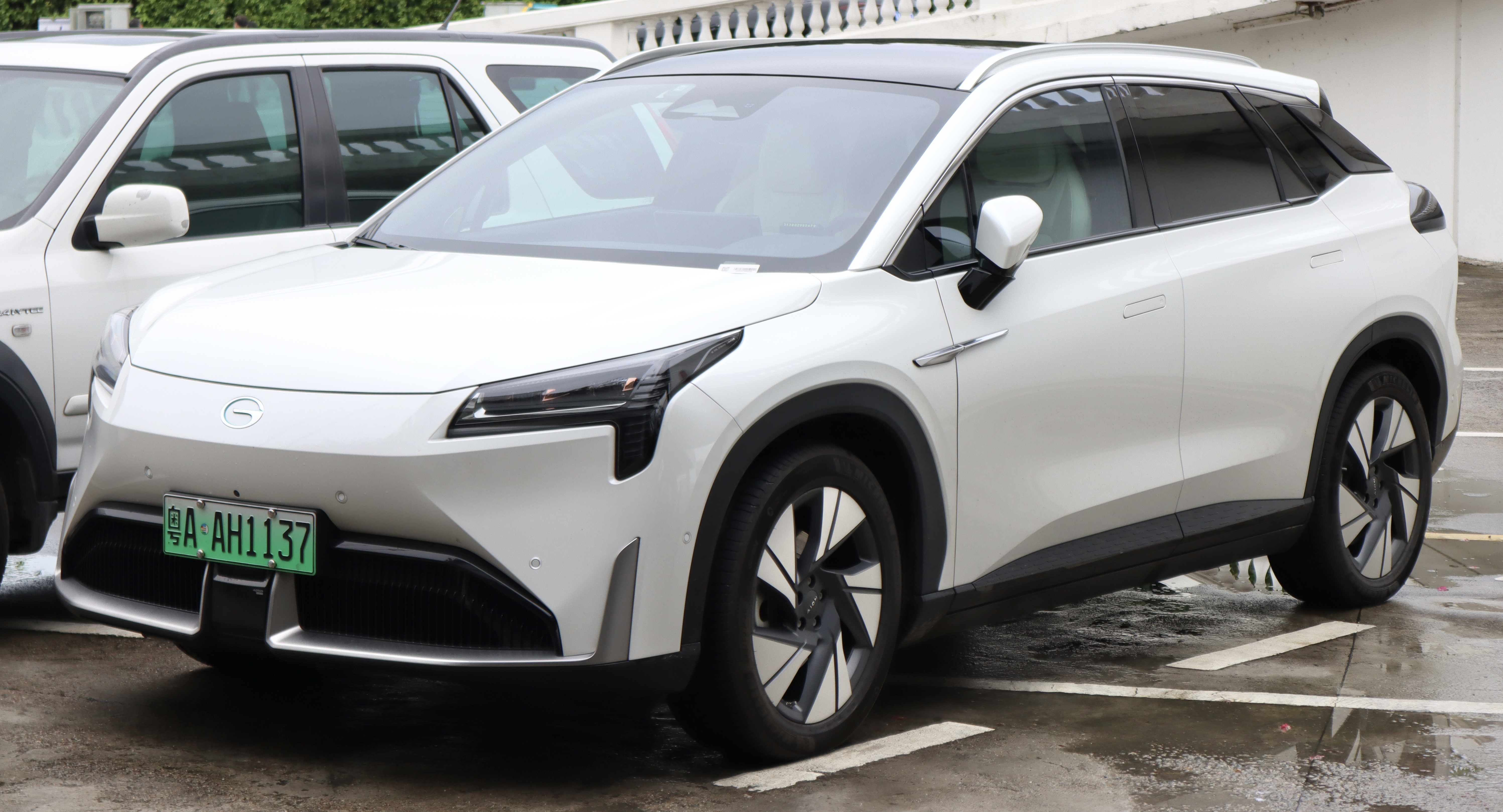
Aion LX Plus po liftingu

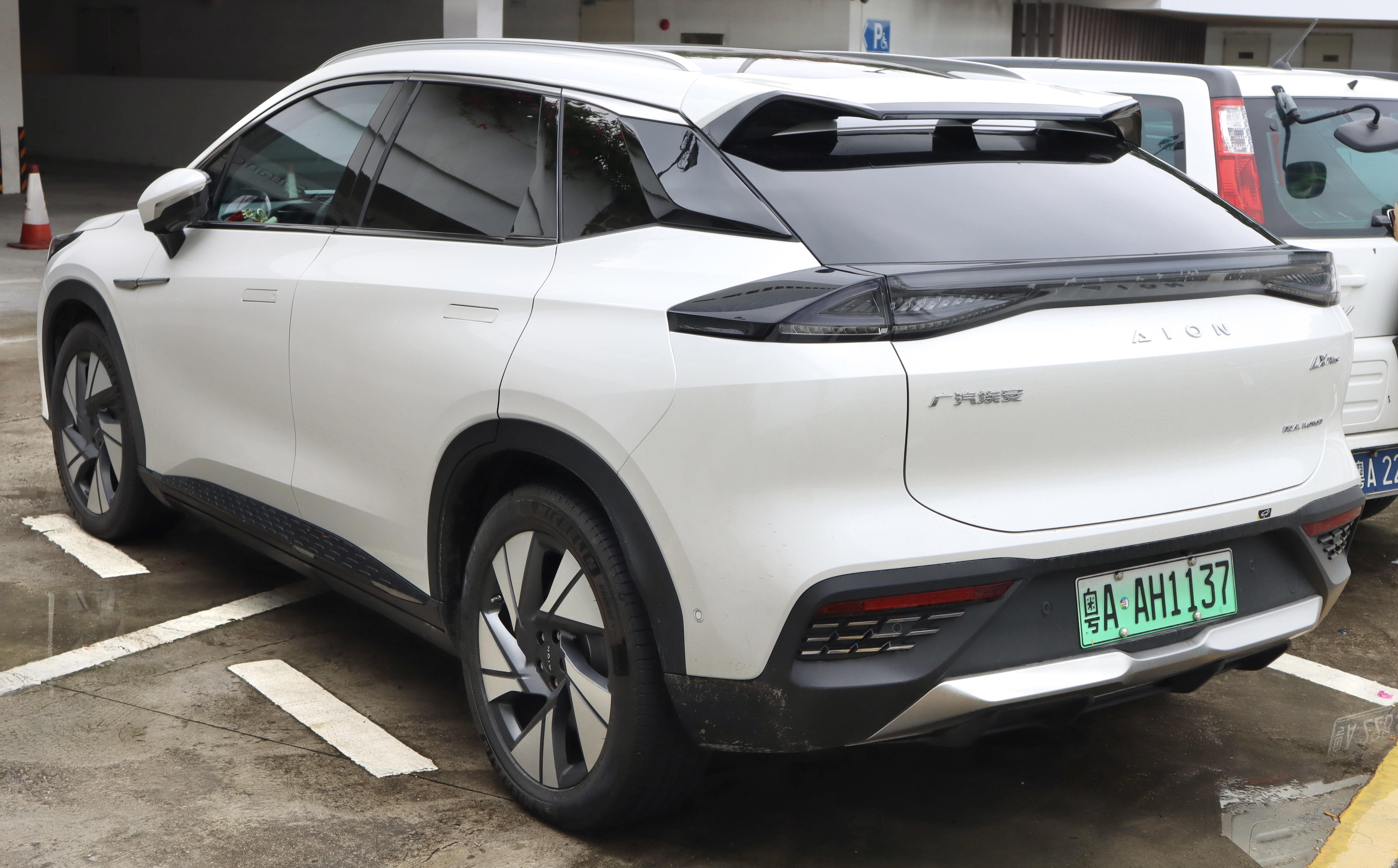
Aion LX Plus - tył po liftingu

Podczas wystawy samochodowej Shanghai Auto Show w kwietniu 2019 roku chińska filia samochodów elektrycznych koncernu GAC Motor przedstawiła swój drugi samochód, który podobnie jak przedstawiony pół roku wcześniej sedan GAC Aion S przyjął postać średniej wielkości pojazdu przeznaczonego do sprzedaży wyłącznie na rynku chińskim.
GAC Aion LX przyjął postać średniej wielkości SUV-a, który pod kątem stylistycznym utrzymano w estetyce również znanej już z pierwszego modelu marki. W efecie, reflektory przyjęły trójrameienny kształt i łączącą je czarną poprzeczkę. Nadwozie zyskało dwubarwne malowanie, z kolei z tyłu znalazły się podłużne lampy w postaci jednoczęściowej poprzeczki biegnącej wzdłuż szyby.
Kabina pasażerska została utrzymana w wielobarwnej tonacji, łączącej aluminiowe i fortepianowej czerni z panelami pokrytymi skórą nie tylko na boczkach drzwi, ale i desce rozdzielczej. Tę zdominował zespół dwóch ekranów tworzących cyfrowe wskaźniki oraz centralny wyświetlacz systemu multimedialnego o przekątnej 12,3 cala.

### Lifting
W listopadzie 2021 największy SUV w gamie filii GAC Aion przeszedł obszerną restylizację, w ramach której przeszedł korektę nazwy na Aion LX Plus w związku ze stopniowym odchodzeniem od członu "GAC". Samochód przeszedł obszerne modyfikacje wizualne, zyskując nowy pas przedni pozbawiony czarnej poprzeczki pomiędzy przemodelowanymi reflektorami na rzecz łagodniejszego, bardziej jednorodnego projektu. Przeprojetkowano dodatkowo tylne lampy, a samo nadwozie przez wydłużony przedni zwis stało się większe. Pod kątem technicznym zastosowano większą baterię o pojemności 144 kWh.

### Sprzedaż
Sprzedaż GAC Aiona LX rozpoczęła się dokładnie pół roku po kwietniowej premierze, w październiku 2019 roku. Ograniczono ją tylko do rynku chińskiego, najlepszy wynik sprzedażowy osiągając w 2022 roku z niemal 4 tysiącami dotarcznych samochodów.

### Dane techniczne
Podobnie jak inne produkty GAC Aion, tak i LX jest samochodem w pełni elektrycznym napędzanym przez jeden silnik o mocy 181 KM przenoszący moc na przednią oś lub dwie jednostki tworzące napęd AWD o łącznej mocy 402 KM. Bateria o pojemności 93 kWh pozwoliła na przejechanie na jednym ładowaniu do 603 kilometrów według chińskiego cyklu pomiarowego.